# Red Dutton

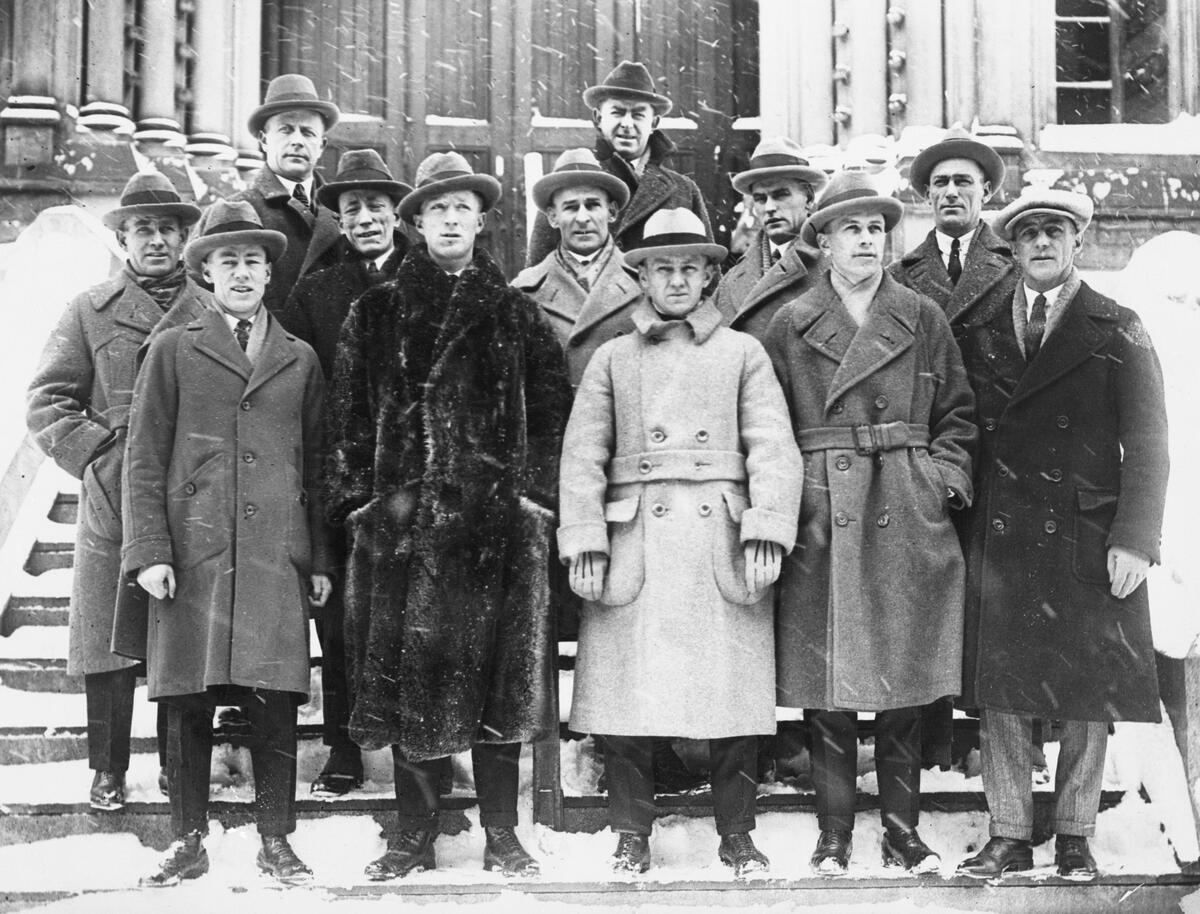
Red Dutton, tvåa från vänster i främre raden, med Calgary Tigers 1924.

Norman Alexander "Mervyn" "Red" Dutton, född 23 juli 1897 i Russell, Manitoba, död 15 mars 1987 i Calgary, var en kanadensisk professionell ishockeyspelare och ishockeytränare.

## Karriär
Red Dutton spelade som back för Calgary Tigers i Western Canada Hockey League samt för Montreal Maroons och New York Americans i NHL åren 1921–1936. Från 1936 till 1940 var han tränare för New York Americans i NHL.
Åren 1943–1946 fungerade Red Dutton som NHL:s president. Han tog över ämbetet efter Frank Calder som dog i februari 1943. 1946 avgick Dutton och lämnade över posten till Clarence Campbell. 
1958 valdes Dutton in i Hockey Hall of Fame.

## Statistik

### Spelare
| 1919–20           | Winnipeg Winnipegs | WSrHL             | 8   | 6  | 7  | 13 | 10  | 2  | 0 | 0 | 0 | 6  |
| 1920–21           | Calgary Canadians  | Big-4 League      | 15  | 5  | 3  | 8  | 38  | —  | — | — | — | —  |
| 1921–22           | Calgary Tigers     | WCHL              | 22  | 16 | 5  | 21 | 73  | 2  | 0 | 0 | 0 | 3  |
| 1922–23           | Calgary Tigers     | WCHL              | 18  | 2  | 4  | 6  | 24  | —  | — | — | — | —  |
| 1923–24           | Calgary Tigers     | WCHL              | 30  | 6  | 7  | 13 | 54  | 2  | 0 | 1 | 1 | 2  |
|                   |                    | West-P            | –   | –  | –  | –  | –   | 3  | 1 | 0 | 1 | 2  |
|                   |                    | Stanley Cup       | –   | –  | –  | –  | –   | 2  | 0 | 0 | 0 | 8  |
| 1924–25           | Calgary Tigers     | WCHL              | 23  | 8  | 4  | 12 | 72  | 2  | 0 | 0 | 0 | 8  |
| 1925–26           | Calgary Tigers     | WHL               | 30  | 10 | 5  | 15 | 87  | —  | — | — | — | —  |
| 1926–27           | Montreal Maroons   | NHL               | 44  | 4  | 4  | 8  | 108 | 2  | 0 | 0 | 0 | 4  |
| 1927–28           | Montreal Maroons   | NHL               | 42  | 7  | 6  | 13 | 94  | 9  | 1 | 0 | 1 | 27 |
| 1928–29           | Montreal Maroons   | NHL               | 44  | 1  | 3  | 4  | 139 | —  | — | — | — | —  |
| 1929–30           | Montreal Maroons   | NHL               | 43  | 3  | 13 | 16 | 98  | 4  | 0 | 0 | 0 | 2  |
| 1930–31           | New York Americans | NHL               | 44  | 1  | 11 | 12 | 71  | —  | — | — | — | —  |
| 1931–32           | New York Americans | NHL               | 47  | 3  | 5  | 8  | 107 | —  | — | — | — | —  |
| 1932–33           | New York Americans | NHL               | 43  | 0  | 2  | 2  | 74  | —  | — | — | — | —  |
| 1933–34           | New York Americans | NHL               | 48  | 2  | 8  | 10 | 68  | —  | — | — | — | —  |
| 1934–35           | New York Americans | NHL               | 48  | 3  | 7  | 10 | 46  | —  | — | — | — | —  |
| 1935–36           | New York Americans | NHL               | 46  | 5  | 8  | 13 | 69  | 3  | 0 | 0 | 0 | 0  |
| WCHL + WHL totalt | WCHL + WHL totalt  | WCHL + WHL totalt | 153 | 52 | 30 | 82 | 397 | 6  | 0 | 1 | 1 | 13 |
| NHL totalt        | NHL totalt         | NHL totalt        | 449 | 29 | 67 | 96 | 871 | 18 | 1 | 0 | 1 | 33 |

### Tränare
M = Matcher, V = Vinster, F = Förluster, O = Oavgjorda, S% = Vinstprocent, Div. = Divisionsresultat
| Season     | Lag                | Liga       | Grundserie | Grundserie | Grundserie | Grundserie | Grundserie | Grundserie              | Slutspel                  |
| Season     | Lag                | Liga       | M          | V          | F          | O          | P%         | Div.                    | Resultat                  |
| ---------- | ------------------ | ---------- | ---------- | ---------- | ---------- | ---------- | ---------- | ----------------------- | ------------------------- |
| 1936–37    | New York Americans | NHL        | 48         | 15         | 29         | 4          | .354       | 4:a i Canadian Division | –                         |
| 1937–38    | New York Americans | NHL        | 48         | 19         | 18         | 11         | .510       | 3:a i Canadian Division | Förlorade i andra rundan  |
| 1938–39    | New York Americans | NHL        | 48         | 17         | 21         | 10         | .458       | 4:a i NHL               | Förlorade i första rundan |
| 1939–40    | New York Americans | NHL        | 48         | 15         | 29         | 4          | .354       | 6:a i NHL               | Förlorade i första rundan |
| NHL totalt | NHL totalt         | NHL totalt | 192        | 66         | 97         | 29         | .419       |                         |                           |